# ایوکستون
ایوکستون (به انگلیسی: Euxton) یک روستا و محله مدنی در بریتانیا است که در Borough of Chorley واقع شده‌است. ایوکستون ۹٬۹۹۳ نفر جمعیت دارد.